# Eva Jessye
Eva Jessye   (Coffeyville, 20 de gener de 1895 - Ann Arbor, 21 de febrer de 1992) fou una directora de cors estatunidenca que va ser la primera dona negra a rebre una distinció internacional com a directora de coral professional. Va ser una notable directora de cor durant el Renaixement de Harlem. Va crear el seu propi grup coral, que va actuar àmpliament. La seva influència professional es va estendre durant dècades també a través de la seva docència. Els seus èxits en aquest camp van ser històrics per a qualsevol dona. Va col·laborar en produccions d'obres innovadores, dirigint el seu cor i treballant amb Virgil Thomson i Gertrude Stein a Four Saints in Three Acts (1933) i exercint de directora musical amb George Gershwin a la seva innovadora òpera Porgy and Bess (1935).

## Infància i educació
Eva Jessye va néixer el 20 de gener de 1895 a Coffeyville, Kansas. Va estudiar a la Western University, una universitat històricament negra de Kansas, i a la Langston University d'Oklahoma. Més tard va estudiar en privat amb Will Marion Cook a la ciutat de Nova York.
El 1919, Jessye va començar a treballar com a directora de cor al Morgan State College (Universitat Estatal) de Baltimore. Va tornar a l'oest durant un temps per ensenyar a una escola de l'Església AME d'Oklahoma. El 1926, va tornar a l'est a Baltimore, on va començar a actuar regularment amb la seva coral, l'"Eva Jessye Choir". Primer els havia batejat com a "Original Dixie Jubilee Singers", però molts grups van començar a apropiar-se del nom, Dixie Jubilee Singers, així que va canviar el del seu.
Ella i el grup es van traslladar a Nova York, on van aparèixer amb freqüència a espectacles teatrals al Capitol Theatre, on Eugene Ormandy dirigia l'orquestra. També eren intèrprets freqüents a les radioemissores NBC i WOR de Nova York als anys vint i trenta. Van gravar en discos de Brunswick, Columbia i Cameo a la dècada del 1920. El 1929, Jessye va anar a Hollywood com a directora coral de la pel·lícula de MGM Hallelujah!, que comptava amb un repartiment totalment negre dirigit pel Rei Vidor. Va rebre elogis dels membres de la premsa negra quan es va pronunciar en contra de les pràctiques discriminatòries que va patir mentre estava al plató d'aquesta pel·lícula.
A Nova York, Jessye va treballar amb equips creatius multiracials en produccions innovadores que experimentaven amb la forma, la música i les històries. El 1933, va dirigir el seu cor a l'òpera Four Saints in Three Acts de Virgil Thomson i Gertrude Stein, produïda com a obra de teatre de Broadway. Segons Steven Watson, la participació de l'Eva Jessye Choir a Four Saints, va representar un avenç musical i econòmic per als cantants afroamericans de l'època. Watson cita Jessye, descrivint Four Saints com "tot un assoliment, perquè fins llavors les úniques oportunitats pels negres eren de l'estil de Swanee River o That's Why Darkies Are Born o Old Black Joe. Van anomenar això "la nostra música" i van pensar que només podríem cantar aquestes coses amb aquest do de Déu, i que si Déu no ens hagués donat aquest do, no en tindríem cap... Amb aquesta òpera, vam poder trepitjar un terreny fresc, quelcom completament aliè a la nostra naturalesa". Jessye també va exigir que paguessin els seus cantants per l'assaig, "combatent un sistema profundament arrelat de sous discriminatoris, suborns desenfrenats i falta de pagament dels cors durant els assajos", escriu Watson. El 1935, George Gershwin la va triar com a directora musical per a la seva òpera Porgy and Bess.
El 1927, Jessye va publicar My Spirituals, una col·lecció dels seus arranjaments d'espirituals, juntament amb històries sobre el que significava créixer al sud-est de Kansas.
Jessye també va compondre les seves pròpies obres corals:
- The Life of Christ in Negro Spirituals (La vida de Crist en els espirituals negres, 1931);
- Paradise Lost and Regained (El paradís perdut i recuperat, 1934), un oratori popular; i
- The Chronicle of Job (La Crònica de Job, 1936).

Es tracta d'espirituals combinats, narrativa religiosa o text bíblic i les seves composicions orquestrals.
Com a defensora activa del Moviment pels Drets Civils, Jessye i el seu cor van participar en la Marxa de 1963 a Washington per l'Ocupació i la Llibertat.
Activa fins als 80 anys, va ensenyar a la Universitat Estatal de Pittsburg i a la Universitat de Michigan. Va donar la seva extensa col·lecció de llibres, partitures, obres d'art i altres materials a la Universitat de Michigan, que es va convertir en la base de la col·lecció de música afroamericana de la universitat. La doctora Jessye era membre de la fraternitat Sigma Gamma Rho.